# Argostemma hirtum
Argostemma hirtum är en måreväxtart som beskrevs av Henry Nicholas Ridley. Argostemma hirtum ingår i släktet Argostemma och familjen måreväxter. Inga underarter finns listade i Catalogue of Life.